# ناحیه اورگرین، شهرستان بکر، مینه سوتا
ناحیه اورگرین (به انگلیسی: Evergreen Township) یک منطقهٔ مسکونی در ایالات متحده آمریکا است که در شهرستان بکر، مینه‌سوتا واقع شده‌است.
 ناحیه اورگرین ۹۴٫۲ کیلومتر مربع مساحت و ۲۹۰ نفر جمعیت دارد و ۴۵۵ متر بالاتر از سطح دریا واقع شده‌است.